# Zsolt Nagy (homme politique)
Pour les articles homonymes, voir Zsolt Nagy et Nagy.
Zsolt Nagy, né le 21 juin 1971, est un homme politique roumain issu de la communauté magyare de Roumanie.